# أبو الدهب (فلم 1954)
أبو الدهب هو فيلم مصري عرض عام 1954، بطولة فريد شوقي وهدى سلطان، ومن إخراج حلمي رفلة.

## قصة الفيلم
تدور أحداث الفيلم حول زواج (أبو الدهب) من المطربة (إحسان)، حيث كان ينافسه عليها (العترة)، وينجبان طفلهما، يقوم العترة بإبلاغ البوليس عن أبو الده وذلك بمساعدة صديقته أمينة، التي ادّعت أنها إحسان زوجة أبو الدهب، ليحكم عليه بالسجن، يقرر أبو الدهب الانتقام من العترة، ويخطط للهروب من السجن.

## طاقم التمثيل
- فريد شوقي: (أبو الدهب)
- هدى سلطان: (إحسان)
- محمود المليجي: (العترة)
- قوت القلوب: (أمينة)
- محسن حسنين: (من أفراد العصابة)
- محمد صبيح: (من أفراد العصابة)
- منير الفنجري: (من أفراد العصابة)
- زكي محمد حسن: (المعلم حسن برعي)
- رشاد حامد: (من أفراد العصابة)
- أحمد مختار: (والد إحسان)
- عبد المنعم بسيوني
- زكي صالح
- عبد الحميد بدوي
- عباس الدالي
- عبد الغني النجدي
- سهير عبده
- ميرفت كاظم
- إسماعيل نظمي
- عبد اللطيف رشدي
- عبد الحليم القلعاوي
- عبد المنعم سعودي
- حسنة سليمان
- عبد المنعم عبد الرحمن
- سيد العربي
- عبد السلام المنشاوي
- عبده نيابة

## فريق العمل
- إخراج: حلمي رفلة
- قصة وسيناريو: زهير بكير
- حوار: السيد بدير، عبد الله أحمد عبد الله
- مدير التصوير: محمود نصر
- مونتاج: حسن محمد حلمي
- إنتاج: زهير بكير
- توزيع: شركة الشرق للتوزيع
- تأليف الأغاني: مصطفى عبد الرحمن، أحمد منصور، إبراهيم رجب
- ألحان الأغاني: محمد عبد الوهاب، محمود الشريف، إبراهيم حسين، عزت الجاهلي